# Klassiker der Luftfahrt
Klassiker der Luftfahrt ist ein deutschsprachiges Magazin aus dem Bereich Luftfahrtgeschichte und -technik für den luft- und raumfahrtinteressierten Leser, das sich an ein geschichtlich interessiertes Publikum richtet. Es erscheint acht Mal im Jahr.
Klassiker der Luftfahrt ist Teil des sogenannten Powerpacks des Geschäftsbereichs Luft- und Raumfahrt der Motor Presse Stuttgart GmbH & Co. KG, zu dem auch die Magazine Flug Revue und aerokurier gehören.

## Themen
Klassiker der Luftfahrt informiert über die Geschichte der Allgemeinen Luftfahrt, Motorflug, Luftsport und Luftfahrttechnik sowie deren herausragende Erfindungen und Konstruktionen.
Das Magazin begibt sich auf die Spuren von Flugzeugen, Wegbereitern und Piloten, die Geschichte machten, präsentiert historische Fotos, präzise Drei-Seiten-Zeichnungen und umfassende Dokumentationen über historische Flugzeuge und ihre faszinierende Technik. 

## Geschichte
1999 veröffentlichte die Motor Presse Stuttgart die erste Ausgabe des Klassiker der Luftfahrt noch als Sonderheft der FLUG REVUE. Schnell entwickelte sich das Magazin zu einem regelmäßig erscheinendem Werk und wurde eigenständig.
Ende 2015 verlegte die Motor Presse Stuttgart ihre Luftfahrtredaktionen von Bonn nach Stuttgart. Im Zuge dessen übernahm der damalige Motorrad-Chefredakteur Michael Pfeiffer zunächst die Herausgeberschaft und später die redaktionelle Gesamtleitung Luft- und Raumfahrt bei der Motor Presse Stuttgart, Philipp Prinzing übernahm als Redakteur die inhaltliche Verantwortung und die Verantwortung für den Klassiker der Luftfahrt. Seither wurden das Layout und die inhaltliche Ausrichtung stets weiter entwickelt und angepasst. Die Bildsprache deutlich angepasst und hervorgehoben. Die bekanntesten Luftfahrtfotografen aus Europa und den USA veröffentlichen regelmäßig ihre Arbeiten in dem deutschen Magazin für Luftfahrtgeschichte. Die Flugzeugreports und Rückblicke werden durch Infografiken und Profilzeichnungen hervorgehoben. Philipp Prinzing übernahm 2019 als geschäftsführender Redakteur die Verantwortung im Sinne des Presserechts und mit der Ernennung zum Chefredakteur im März 2023 die alleinige redaktionelle Verantwortung für den Klassiker der Luftfahrt.